# Championnat de France de football 2018-2019
Navigation
Ligue 1 2017-2018 Ligue 1 2019-2020
La saison 2018-2019 de Ligue 1 est la 81e édition du championnat de France de football et la 17e sous l'appellation « Ligue 1 ». La saison débute le 11 août 2018 et s'est terminé le 24 mai 2019.
Les équipes promues de deuxième division sont le Stade de Reims et le Nîmes Olympique.
Le Paris Saint Germain est sacré champion dès la 33e journée. Les clubs relégués en Ligue 2 à l'issue de la saison sont le SM Caen et l'EA Guingamp.

## Participants
Les 17 premiers du championnat 2017-2018, les deux premiers de la Ligue 2 2017-2018 et le vainqueur du barrage opposant le 18e de Ligue 1 au vainqueur des Playoffs de Ligue 2 participent à la compétition.
| \| Paris SG AS Monaco Olympique Lyonnais OGC Nice Girondins de Bordeaux Olympique de · Marseille AS Saint-Étienne EA Guingamp Stade rennais FC FC Nantes Stade de Reims Nîmes Olympique Amiens SC Angers SCO Lille OSC Montpellier HSC Dijon FCO RC Strasbourg SM Caen Toulouse FC \| Localisation des clubs engagés dans le championnat. |
| Paris SG AS Monaco Olympique Lyonnais OGC Nice Girondins de Bordeaux Olympique de · Marseille AS Saint-Étienne EA Guingamp Stade rennais FC FC Nantes Stade de Reims Nîmes Olympique Amiens SC Angers SCO Lille OSC Montpellier HSC Dijon FCO RC Strasbourg SM Caen Toulouse FC                                                           |

| Club                   | Dernière montée | Budget en M€ | Classement 2017-2018 | Entraîneur                      | Depuis | Stade                   | Nombre de places | Nombre de saisons en Ligue 1 |
| ---------------------- | --------------- | ------------ | -------------------- | ------------------------------- | ------ | ----------------------- | ---------------- | ---------------------------- |
| Paris Saint-Germain    | 1974            | 500          | 1er                  | Thomas Tuchel                   | 2018   | Parc des Princes        | 47 929           | 45                           |
| AS Monaco              | 2013            | 215          | 2e                   | Leonardo Jardim                 | 2019   | Stade Louis-II          | 16 500           | 59                           |
| Olympique lyonnais     | 1989            | 285          | 3e                   | Bruno Génésio                   | 2015   | Groupama Stadium        | 57 301           | 59                           |
| Olympique de Marseille | 1996            | 150          | 4e                   | Rudi Garcia                     | 2016   | Orange Vélodrome        | 66 282           | 68                           |
| Stade rennais FC       | 1994            | 68           | 5e                   | Julien Stéphan                  | 2018   | Roazhon Park            | 29 194           | 61                           |
| Girondins de Bordeaux  | 1992            | 70           | 6e                   | Paulo Sousa                     | 2019   | Matmut Atlantique       | 42 115           | 65                           |
| AS Saint-Étienne       | 2004            | 74           | 7e                   | Jean-Louis Gasset               | 2017   | Stade Geoffroy-Guichard | 41 965           | 65                           |
| OGC Nice               | 2002            | 50           | 8e                   | Patrick Vieira                  | 2018   | Allianz Riviera         | 35 596           | 59                           |
| FC Nantes              | 2013            | 60           | 9e                   | Vahid Halilhodžić               | 2018   | Stade de la Beaujoire   | 35 550           | 50                           |
| Montpellier Hérault SC | 2009            | 41,4         | 10e                  | Michel Der Zakarian             | 2017   | Stade de la Mosson      | 22 000           | 36                           |
| Dijon FCO              | 2016            | 35           | 11e                  | Antoine Kombouaré               | 2019   | Stade Gaston-Gérard     | 15 459           | 3                            |
| EA Guingamp            | 2013            | 30           | 12e                  | Jocelyn Gourvennec              | 2018   | Stade de Roudourou      | 19 039           | 12                           |
| Amiens SC              | 2017            | 36           | 13e                  | Christophe Pélissier            | 2015   | Stade de la Licorne     | 11 534           | 1                            |
| Angers SCO             | 2015            | 30           | 14e                  | Stéphane Moulin                 | 2011   | Stade Raymond-Kopa      | 15 791           | 26                           |
| RC Strasbourg Alsace   | 2017            | 37           | 15e                  | Thierry Laurey                  | 2016   | Stade de la Meinau      | 26 109           | 57                           |
| SM Caen                | 2014            | 34           | 16e                  | Fabien Mercadal Rolland Courbis | 2019   | Stade Michel-d'Ornano   | 20 300           | 17                           |
| Lille OSC              | 2000            | 90           | 17e                  | Christophe Galtier              | 2017   | Stade Pierre-Mauroy     | 49 082           | 58                           |
| Toulouse FC            | 2003            | 35           | 18e                  | Alain Casanova                  | 2018   | Stadium municipal       | 33 033           | 30                           |
| Stade de Reims         | 2018            | 40           | 1er (Ligue 2)        | David Guion                     | 2017   | Stade Auguste-Delaune   | 20 546           | 33                           |
| Nîmes Olympique        | 2018            | 20           | 2e (Ligue 2)         | Bernard Blaquart                | 2015   | Stade des Costières     | 15 788           | 33                           |

Légende des couleurs
- Phase de groupes de la Ligue des champions 2018-2019
- Phase de groupes de la Ligue Europa 2018-2019
- Deuxième tour de qualification de la Ligue Europa 2018-2019
- Promu de Ligue 2 2017-2018

### Changements d'entraîneur
| Club                  | Entraîneur(s) partant(s)        | Motif du départ             | Date de départ   | Position   | Entraîneur(s) arrivant(s)       | Date d'arrivée   |
| --------------------- | ------------------------------- | --------------------------- | ---------------- | ---------- | ------------------------------- | ---------------- |
| FC Nantes             | Claudio Ranieri                 | Âge limite atteint          | 17 mai 2018      | Pré-saison | Miguel Cardoso                  | 13 juin 2018     |
| Paris Saint-Germain   | Unai Emery                      | Fin de contrat              | 23 mai 2018      | Pré-saison | Thomas Tuchel                   | 7 juin 2018      |
| Toulouse FC           | Mickaël Debève                  | Fin de l'intérim            | 30 mai 2018      | Pré-saison | Alain Casanova                  | 25 juin 2018     |
| SM Caen               | Patrice Garande                 | Départ du président du club | 8 juin 2018      | Pré-saison | Fabien Mercadal                 | 8 juin 2018      |
| OGC Nice              | Lucien Favre                    | Contrat dans un autre club  | 30 juin 2018     | Pré-saison | Patrick Vieira                  | 1er juillet 2018 |
| Girondins de Bordeaux | Gustavo Poyet                   | Renvoi                      | 17 août 2018     | 18e        | Éric Bedouet                    | 18 août 2018     |
| Girondins de Bordeaux | Éric Bedouet                    | Fin de l'intérim            | 5 septembre 2018 | 19e        | Éric Bedouet Ricardo            | 5 septembre 2018 |
| FC Nantes             | Miguel Cardoso                  | Renvoi                      | 2 octobre 2018   | 19e        | Vahid Halilhodžić               | 2 octobre 2018   |
| AS Monaco             | Leonardo Jardim                 | Renvoi                      | 11 octobre 2018  | 18e        | Thierry Henry                   | 13 octobre 2018  |
| EA Guingamp           | Antoine Kombouaré               | Renvoi                      | 6 novembre 2018  | 20e        | Sylvain Didot Vincent Rautureau | 6 novembre 2018  |
| EA Guingamp           | Sylvain Didot Vincent Rautureau | Fin de l’intérim            | 12 novembre 2018 | 20e        | Jocelyn Gourvennec              | 12 novembre 2018 |
| Stade rennais FC      | Sabri Lamouchi                  | Renvoi                      | 3 décembre 2018  | 14e        | Julien Stéphan                  | 3 décembre 2018  |
| Dijon FCO             | Olivier Dall'Oglio              | Renvoi                      | 31 décembre 2018 | 18e        | David Linarès                   | 31 décembre 2018 |
| Dijon FCO             | David Linarès                   | Fin de l'intérim            | 10 janvier 2019  | 18e        | Antoine Kombouaré               | 10 janvier 2019  |
| AS Monaco             | Thierry Henry                   | Renvoi                      | 24 janvier 2019  | 19e        | Franck Passi                    | 24 janvier 2019  |
| AS Monaco             | Franck Passi                    | Fin de l'intérim            | 25 janvier 2019  | 19e        | Leonardo Jardim                 | 25 janvier 2019  |
| SM Caen               | Fabien Mercadal                 | Aide pour l'entraîneur      | 21 février 2019  | 19e        | Fabien Mercadal Rolland Courbis | 21 février 2019  |
| Girondins de Bordeaux | Éric Bedouet Ricardo            | 0 Consentement mutuel       | 26 février 2019  | 13e        | Éric Bedouet                    | 26 février 2019  |
| Girondins de Bordeaux | Éric Bedouet                    | Fin de l'intérim            | 8 mars 2019      | 13e        | Paulo Sousa                     | 8 mars 2019      |

## Compétition

### Règlement
Le classement est calculé avec le barème de points suivant : une victoire vaut trois points, le match nul un. La défaite ne rapporte aucun point.
À partir de la saison 2017-2018, les critères de départage connaissent plusieurs modifications afin de mettre plus en avant les résultats en confrontations directes, bien que la différence de buts générale reste le principal critère de départage en cas d'égalité de points. Ceux-ci se présentent donc ainsi :
1. plus grand nombre de points ;
2. plus grande différence de buts générale ;
3. plus grand nombre de points dans les confrontations directes ;
4. plus grande différence de buts particulière ;
5. plus grand nombre de buts dans les confrontations directes ;
6. plus grand nombre de buts à l'extérieur dans les confrontations directes ;
7. plus grand nombre de buts marqués ;
8. plus grand nombre de buts marqués à l'extérieur ;
9. plus grand nombre de buts marqués sur une rencontre de championnat ;
10. meilleure place au Challenge du Fair-play (1 point par joueur averti, 3 points par joueur exclu).

### Classement
Source : Classement officiel sur le site de la LFP.
| Rang | Équipe                  | Pts | J  | G  | N  | P  | Bp  | Bc | Diff |
| ---- | ----------------------- | --- | -- | -- | -- | -- | --- | -- | ---- |
| 1    | Paris Saint-Germain T S | 91  | 38 | 29 | 4  | 5  | 105 | 35 | +70  |
| 2    | Lille OSC               | 75  | 38 | 22 | 9  | 7  | 68  | 33 | +35  |
| 3    | Olympique Lyonnais      | 72  | 38 | 21 | 9  | 8  | 70  | 47 | +23  |
| 4    | AS Saint-Étienne        | 66  | 38 | 19 | 9  | 10 | 59  | 41 | +18  |
| 5    | Olympique de Marseille  | 61  | 38 | 18 | 7  | 13 | 60  | 52 | +8   |
| 6    | Montpellier Hérault SC  | 59  | 38 | 15 | 14 | 9  | 53  | 42 | +11  |
| 7    | OGC Nice                | 56  | 38 | 15 | 11 | 12 | 30  | 35 | -5   |
| 8    | Stade de Reims P        | 55  | 38 | 13 | 16 | 9  | 39  | 42 | -3   |
| 9    | Nîmes Olympique P       | 53  | 38 | 15 | 8  | 15 | 57  | 58 | -1   |
| 10   | Stade rennais FC C      | 52  | 38 | 13 | 13 | 12 | 55  | 52 | +3   |
| 11   | RC Strasbourg Alsace L  | 49  | 38 | 11 | 16 | 11 | 58  | 48 | +10  |
| 12   | FC Nantes               | 48  | 38 | 13 | 9  | 16 | 48  | 48 | 0    |
| 13   | Angers SCO              | 46  | 38 | 10 | 16 | 12 | 44  | 49 | -5   |
| 14   | Girondins de Bordeaux   | 41  | 38 | 10 | 11 | 17 | 34  | 42 | -8   |
| 15   | Amiens SC               | 38  | 38 | 9  | 11 | 18 | 31  | 52 | -21  |
| 16   | Toulouse FC             | 38  | 38 | 8  | 14 | 16 | 35  | 57 | -22  |
| 17   | AS Monaco               | 36  | 38 | 8  | 12 | 18 | 38  | 57 | -19  |
| 18   | Dijon FCO               | 34  | 38 | 9  | 7  | 22 | 31  | 60 | -29  |
| 19   | SM Caen                 | 33  | 38 | 7  | 12 | 19 | 29  | 54 | -25  |
| 20   | EA Guingamp             | 27  | 38 | 5  | 12 | 21 | 28  | 68 | -40  |

Qualifications européennes
Ligue des champions 2019-2020
- 1er, 2e et 3e : phase de groupes

Ligue Europa 2019-2020
- C et 4e : phase de groupes
- L : deuxième tour de qualification

Relégation en Ligue 2 2019-2020
- 18e : barrages de relégation
- 19e et 20e : relégation

Abréviations
- T : Tenant du titre
- C : Vainqueur de la Coupe de France 2019
- L : Vainqueur de la Coupe de la Ligue 2019
- S : Vainqueur du Trophée des champions 2018
- P : Promus de Ligue 2 2017-2018

### Matchs
| Résultats (▼dom., ►ext.)                                   | ASC | SCO | GDB | SMC | DFCO | EAG | LOSC | OL  | OM  | ASM | MHSC | FCN | OGCN | NO  | PSG | SDR | SRFC | ASSE | RCSA | TFC |
| Amiens SC                                                  |     | 0-0 | 0-0 | 1-0 | 1-0  | 2-1 | 2-3  | 0-1 | 1-3 | 0-2 | 1-2  | 1-2 | 1-0  | 2-1 | 0-3 | 4-1 | 2-1  | 2-2  | 0-0  | 0-0 |
| Angers SCO                                                 | 0-0 |     | 1-2 | 1-1 | 1-0  | 0-1 | 1-0  | 1-2 | 1-1 | 2-2 | 1-0  | 1-0 | 3-0  | 3-4 | 1-2 | 1-1 | 3-3  | 1-1  | 2-2  | 0-0 |
| Girondins de Bordeaux                                      | 1-1 | 0-1 |     | 0-0 | 1-0  | 0-0 | 1-0  | 2-3 | 2-0 | 2-1 | 1-2  | 3-0 | 0-1  | 3-3 | 2-2 | 0-1 | 1-1  | 3-2  | 0-2  | 2-1 |
| SM Caen                                                    | 1-0 | 0-1 | 0-1 |     | 1-0  | 0-0 | 1-3  | 2-2 | 0-1 | 0-1 | 2-2  | 0-1 | 1-1  | 1-2 | 1-2 | 3-2 | 1-2  | 0-5  | 0-0  | 2-1 |
| Dijon FCO                                                  | 0-0 | 1-3 | 0-0 | 0-2 |      | 2-1 | 1-2  | 0-3 | 1-2 | 2-0 | 1-1  | 2-0 | 0-1  | 0-4 | 0-4 | 1-1 | 3-2  | 0-1  | 2-1  | 2-1 |
| EA Guingamp                                                | 1-2 | 1-0 | 1-3 | 0-0 | 1-0  |     | 0-2  | 2-4 | 1-3 | 1-1 | 1-1  | 0-0 | 0-0  | 2-2 | 1-3 | 0-1 | 2-1  | 0-1  | 1-1  | 1-2 |
| LOSC                                                       | 2-1 | 5-0 | 1-0 | 1-0 | 1-0  | 3-0 |      | 2-2 | 3-0 | 0-1 | 0-0  | 2-1 | 4-0  | 5-0 | 5-1 | 1-1 | 3-1  | 3-1  | 0-0  | 1-2 |
| Olympique lyonnais                                         | 2-0 | 2-1 | 1-1 | 4-0 | 1-3  | 2-1 | 2-2  |     | 4-2 | 3-0 | 3-2  | 1-1 | 0-1  | 2-0 | 2-1 | 1-1 | 0-2  | 1-0  | 2-0  | 5-1 |
| Olympique de Marseille                                     | 2-0 | 2-2 | 1-0 | 2-0 | 2-0  | 4-0 | 1-2  | 0-3 |     | 1-1 | 1-0  | 0-1 | 1-0  | 2-1 | 0-2 | 0-0 | 2-2  | 2-0  | 3-2  | 4-0 |
| AS Monaco                                                  | 2-0 | 0-1 | 1-1 | 0-1 | 2-2  | 0-2 | 0-0  | 2-0 | 2-3 |     | 1-2  | 1-0 | 1-1  | 1-1 | 0-4 | 0-0 | 1-2  | 2-3  | 1-5  | 2-1 |
| Montpellier Hérault SC                                     | 1-1 | 2-2 | 2-0 | 2-0 | 1-2  | 2-0 | 0-1  | 1-1 | 3-0 | 2-2 |      | 1-1 | 1-0  | 3-0 | 3-2 | 2-4 | 2-2  | 0-0  | 1-1  | 2-1 |
| FC Nantes                                                  | 3-2 | 1-1 | 1-0 | 1-1 | 3-0  | 5-0 | 2-3  | 2-1 | 3-2 | 1-3 | 2-0  |     | 1-2  | 2-4 | 3-2 | 0-0 | 0-1  | 1-1  | 0-1  | 4-0 |
| OGC Nice                                                   | 1-0 | 0-0 | 1-0 | 0-1 | 0-4  | 3-0 | 2-0  | 1-0 | 0-1 | 2-0 | 1-0  | 1-1 |      | 2-0 | 0-3 | 0-1 | 2-1  | 1-1  | 1-0  | 1-1 |
| Nîmes Olympique                                            | 3-0 | 3-1 | 2-1 | 2-0 | 2-0  | 0-0 | 2-3  | 2-3 | 3-1 | 1-0 | 1-1  | 1-0 | 0-1  |     | 2-4 | 0-0 | 3-1  | 1-1  | 2-2  | 0-1 |
| Paris Saint-Germain                                        | 5-0 | 3-1 | 1-0 | 3-0 | 4-0  | 9-0 | 2-1  | 5-0 | 3-1 | 3-1 | 5-1  | 1-0 | 1-1  | 3-0 |     | 4-1 | 4-1  | 4-0  | 2-2  | 1-0 |
| Stade de Reims                                             | 2-2 | 1-1 | 0-0 | 2-2 | 0-0  | 2-1 | 1-1  | 1-0 | 2-1 | 1-0 | 0-2  | 1-0 | 1-1  | 0-3 | 3-1 |     | 2-0  | 0-2  | 2-1  | 0-1 |
| Stade rennais FC                                           | 1-0 | 1-0 | 2-0 | 3-1 | 2-0  | 1-1 | 3-1  | 0-1 | 1-1 | 2-2 | 0-0  | 1-1 | 0-0  | 4-0 | 1-3 | 0-2 |      | 3-0  | 1-4  | 1-1 |
| AS Saint-Étienne                                           | 0-0 | 4-3 | 3-0 | 2-1 | 3-0  | 2-1 | 0-1  | 1-2 | 2-1 | 2-0 | 0-1  | 3-0 | 3-0  | 2-1 | 0-1 | 2-0 | 1-1  |      | 2-1  | 2-0 |
| RC Strasbourg Alsace                                       | 3-1 | 1-2 | 1-0 | 2-2 | 3-0  | 3-3 | 1-1  | 2-2 | 1-1 | 2-1 | 1-3  | 2-3 | 2-0  | 0-1 | 1-1 | 4-0 | 0-2  | 1-1  |      | 1-1 |
| Toulouse FC                                                | 0-1 | 0-0 | 2-1 | 1-1 | 2-2  | 1-0 | 0-0  | 2-2 | 2-5 | 1-1 | 0-3  | 1-0 | 1-1  | 1-0 | 0-1 | 1-1 | 2-2  | 2-3  | 1-2  |     |
| - Victoire à domicile - Match nul - Victoire à l'extérieur |     |     |     |     |      |     |      |     |     |     |      |     |      |     |     |     |      |      |      |     |

#### Barrages de relégation
Les barrages de relégation consistent en une confrontation aller-retour entre le dix-huitième de Ligue 1 et le vainqueur du match 2 des playoffs de Ligue 2 2018-2019. Le vainqueur de ces barrages obtient une place pour le championnat de Ligue 1 2019-2020 tandis que le perdant va en Ligue 2.
| Match aller             | (L2) RC Lens   | 1 - 1   | Dijon FCO (L1) | Stade Bollaert-Delelis, Lens                                                            |                                                                                         |
| Jeudi 30 mai 2019 20h45 | Bellegarde 49e | (0 - 0) | 81e Kwon       | Spectateurs : 37 355 Diffuseur : Canal+ Sport, beIn Sports 1 Arbitrage : Amaury Delerue | Spectateurs : 37 355 Diffuseur : Canal+ Sport, beIn Sports 1 Arbitrage : Amaury Delerue |
| Jeudi 30 mai 2019 20h45 | Rapport        |         |                | Spectateurs : 37 355 Diffuseur : Canal+ Sport, beIn Sports 1 Arbitrage : Amaury Delerue | Spectateurs : 37 355 Diffuseur : Canal+ Sport, beIn Sports 1 Arbitrage : Amaury Delerue |

| Match retour               | (L1) Dijon FCO             | 3 - 1   | RC Lens (L2) | Stade Gaston-Gérard, Dijon                                 |                                                            |
| Dimanche 2 juin 2019 21h00 | Sliti 28e 90+1e · Saïd 70e | (1 - 1) | 39e Duverne  | Diffuseur : Canal+, beIn Sports 1 Arbitrage : Ruddy Buquet | Diffuseur : Canal+, beIn Sports 1 Arbitrage : Ruddy Buquet |
| Dimanche 2 juin 2019 21h00 | Rapport                    |         |              | Diffuseur : Canal+, beIn Sports 1 Arbitrage : Ruddy Buquet | Diffuseur : Canal+, beIn Sports 1 Arbitrage : Ruddy Buquet |

### Technologie
Cette saison voit le démarrage d'un partenariat avec la société Hawk-Eye, en remplacement de celui avec Goal Control, qui n'avait pas donné satisfaction. Le championnat utilisera pour quatre saisons l'assistance vidéo à l'arbitrage (VAR) et la goal-line technology (GLT), délivrées par Hawk-Eye.

## Statistiques

### Domicile et extérieur
| Rang | Équipe                 | Pts | J  | G  | N | P  | Bp | Bc | Diff |
| ---- | ---------------------- | --- | -- | -- | - | -- | -- | -- | ---- |
| 1    | Paris Saint-Germain    | 53  | 19 | 17 | 2 | 0  | 63 | 10 | +53  |
| 2    | LOSC Lille             | 43  | 19 | 13 | 4 | 2  | 42 | 11 | +31  |
| 3    | AS Saint-Étienne       | 41  | 19 | 13 | 2 | 4  | 34 | 14 | +20  |
| 4    | Olympique lyonnais     | 40  | 19 | 12 | 4 | 3  | 38 | 19 | +19  |
| 5    | Olympique de Marseille | 37  | 19 | 11 | 4 | 4  | 31 | 17 | +14  |
| 6    | OGC Nice               | 34  | 19 | 10 | 4 | 5  | 19 | 14 | +5   |
| 7    | Montpellier Hérault SC | 32  | 19 | 8  | 8 | 3  | 31 | 20 | +11  |
| 8    | Nîmes Olympique        | 32  | 19 | 9  | 5 | 5  | 30 | 20 | +10  |
| 9    | FC Nantes              | 31  | 19 | 9  | 4 | 6  | 35 | 24 | +11  |
| 10   | Stade rennais FC       | 31  | 19 | 8  | 7 | 4  | 27 | 18 | +9   |
| 11   | Stade de Reims         | 31  | 19 | 8  | 7 | 4  | 21 | 18 | +3   |
| 12   | Girondins de Bordeaux  | 27  | 19 | 7  | 6 | 6  | 24 | 21 | +3   |
| 13   | RC Strasbourg Alsace   | 26  | 19 | 6  | 8 | 5  | 31 | 25 | +6   |
| 14   | Angers SCO             | 24  | 19 | 5  | 9 | 5  | 24 | 22 | +2   |
| 15   | Amiens SC              | 24  | 19 | 7  | 5 | 7  | 20 | 22 | -2   |
| 16   | Dijon FCO              | 22  | 19 | 6  | 4 | 9  | 18 | 29 | -11  |
| 17   | Toulouse FC            | 21  | 19 | 4  | 9 | 6  | 20 | 26 | -6   |
| 18   | AS Monaco              | 18  | 19 | 4  | 6 | 9  | 19 | 29 | -10  |
| 19   | SM Caen                | 17  | 19 | 4  | 5 | 10 | 16 | 27 | -11  |
| 20   | EA Guingamp            | 16  | 19 | 3  | 7 | 9  | 16 | 27 | -11  |

| Rang | Équipe                 | Pts | J  | G  | N | P  | Bp | Bc | Diff |
| ---- | ---------------------- | --- | -- | -- | - | -- | -- | -- | ---- |
| 1    | Paris Saint-Germain    | 38  | 19 | 12 | 2 | 5  | 42 | 25 | +17  |
| 2    | Olympique lyonnais     | 32  | 19 | 9  | 5 | 5  | 32 | 28 | +4   |
| 3    | LOSC Lille             | 32  | 19 | 9  | 5 | 5  | 26 | 22 | +4   |
| 4    | Montpellier Hérault SC | 27  | 19 | 7  | 6 | 6  | 22 | 22 | 0    |
| 5    | AS Saint-Étienne       | 25  | 19 | 6  | 7 | 6  | 25 | 27 | -2   |
| 6    | Olympique de Marseille | 24  | 19 | 7  | 3 | 9  | 29 | 35 | -6   |
| 7    | Stade de Reims         | 24  | 19 | 5  | 9 | 5  | 18 | 24 | -6   |
| 8    | RC Strasbourg Alsace   | 23  | 19 | 5  | 8 | 6  | 27 | 23 | +4   |
| 9    | Angers SCO             | 22  | 19 | 5  | 7 | 7  | 20 | 27 | -7   |
| 10   | OGC Nice               | 22  | 19 | 5  | 7 | 7  | 11 | 21 | -10  |
| 11   | Stade rennais FC       | 21  | 19 | 5  | 6 | 8  | 28 | 34 | -6   |
| 12   | Nîmes Olympique        | 21  | 19 | 6  | 3 | 10 | 27 | 38 | -11  |
| 13   | AS Monaco              | 18  | 19 | 4  | 6 | 9  | 19 | 28 | -9   |
| 14   | FC Nantes              | 17  | 19 | 4  | 5 | 10 | 13 | 24 | -11  |
| 15   | Toulouse FC            | 17  | 19 | 4  | 5 | 10 | 15 | 31 | -16  |
| 16   | SM Caen                | 16  | 19 | 3  | 7 | 9  | 13 | 27 | -14  |
| 17   | Girondins de Bordeaux  | 14  | 19 | 3  | 5 | 11 | 10 | 21 | -11  |
| 18   | Dijon FCO              | 12  | 19 | 3  | 3 | 13 | 13 | 31 | -18  |
| 19   | Amiens SC              | 12  | 19 | 2  | 6 | 11 | 11 | 30 | -19  |
| 20   | EA Guingamp            | 11  | 19 | 2  | 5 | 12 | 12 | 41 | -29  |

### Évolution du classement
Remporter la Ligue Europa donne le droit de disputer la Ligue des champions l’année suivante or la Ligue Europa 2018-2019 a été gagnée par Chelsea FC par ailleurs déjà qualifié via son championnat national. Cette victoire libère une place pour la Ligue des champions et entraîne, après la dernière journée du championnat français, la transformation de la 3e place du championnat jusqu’ici qualificative pour le deuxième tour de qualification de la Ligue des champions en une place directement qualificative pour la phase de poules.
| Journées →  | 1  | 2  | 3  | 4  | 5  | 6  | 7  | 8  | 9  | 10 | 11 | 12 | 13 | 14 | 15 | 16 | 17 | 18 | 19 | 20 | 21 | 22 | 23, | 24 | 25 | 26 | 27 | 28 | 29 | 30 | 31 | 32 | 33 | 34 | 35 | 36 | 37 | 38 | 1er | Bar. | Rel. |
| Équipe ↓    |    |    |    |    |    |    |    |    |    |    |    |    |    |    |    |    |    |    |    |    |    |    |     |    |    |    |    |    |    |    |    |    |    |    |    |    |    |    |     |      |      |
| ----------- | -- | -- | -- | -- | -- | -- | -- | -- | -- | -- | -- | -- | -- | -- | -- | -- | -- | -- | -- | -- | -- | -- | --- | -- | -- | -- | -- | -- | -- | -- | -- | -- | -- | -- | -- | -- | -- | -- | --- | ---- | ---- |
| Paris SG    | 2  | 1  | 1  | 1  | 1  | 1  | 1  | 1  | 1  | 1  | 1  | 1  | 1  | 1  | 1  | 1  | 1  | 1  | 1  | 1  | 1  | 1  | 1   | 1  | 1  | 1  | 1  | 1  | 1  | 1  | 1  | 1  | 1  | 1  | 1  | 1  | 1  | 1  | 37  |      |      |
| Lille       | 4  | 7  | 3  | 4  | 3  | 2  | 4  | 2  | 2  | 2  | 2  | 3  | 2  | 4  | 4  | 2  | 2  | 2  | 2  | 2  | 2  | 2  | 2   | 2  | 2  | 2  | 2  | 2  | 2  | 2  | 2  | 2  | 2  | 2  | 2  | 2  | 2  | 2  |     |      |      |
| Lyon        | 6  | 10 | 4  | 8  | 7  | 6  | 2  | 5  | 6  | 5  | 4  | 4  | 4  | 2  | 3  | 4  | 4  | 3  | 3  | 4  | 3  | 3  | 3   | 3  | 3  | 3  | 3  | 3  | 3  | 3  | 3  | 3  | 3  | 3  | 3  | 3  | 3  | 3  |     |      |      |
| St-Étienne  | 9  | 8  | 8  | 9  | 14 | 8  | 6  | 4  | 5  | 6  | 6  | 5  | 5  | 6  | 6  | 6  | 6  | 5  | 5  | 3  | 4  | 4  | 4   | 4  | 5  | 4  | 5  | 6  | 5  | 4  | 4  | 4  | 4  | 4  | 4  | 4  | 4  | 4  |     |      |      |
| Marseille   | 1  | 9  | 9  | 5  | 2  | 5  | 3  | 6  | 3  | 4  | 5  | 6  | 6  | 5  | 5  | 5  | 5  | 6  | 6  | 9  | 7  | 8  | 7   | 6  | 4  | 5  | 4  | 4  | 4  | 5  | 5  | 5  | 5  | 6  | 6  | 6  | 6  | 5  | 1   |      |      |
| Montpellier | 13 | 11 | 12 | 7  | 6  | 3  | 5  | 3  | 4  | 3  | 3  | 2  | 3  | 3  | 2  | 3  | 3  | 4  | 4  | 5  | 6  | 6  | 5   | 5  | 6  | 7  | 7  | 7  | 7  | 7  | 8  | 6  | 6  | 5  | 5  | 5  | 5  | 6  |     |      |      |
| Nice        | 14 | 14 | 18 | 17 | 11 | 15 | 11 | 13 | 12 | 14 | 10 | 9  | 7  | 7  | 7  | 7  | 7  | 7  | 10 | 6  | 8  | 7  | 9   | 7  | 8  | 10 | 8  | 9  | 9  | 8  | 7  | 8  | 8  | 7  | 7  | 7  | 8  | 7  |     | 1    |      |
| Reims       | 10 | 4  | 6  | 11 | 10 | 11 | 14 | 15 | 17 | 13 | 9  | 8  | 9  | 8  | 9  | 11 | 11 | 8  | 9  | 10 | 12 | 9  | 8   | 10 | 7  | 6  | 6  | 5  | 6  | 6  | 6  | 7  | 7  | 8  | 9  | 9  | 9  | 8  |     |      |      |
| Nîmes       | 7  | 2  | 5  | 10 | 8  | 10 | 12 | 14 | 14 | 15 | 16 | 13 | 14 | 11 | 10 | 8  | 9  | 10 | 12 | 11 | 10 | 11 | 11  | 11 | 10 | 11 | 11 | 11 | 11 | 12 | 10 | 11 | 9  | 9  | 8  | 8  | 7  | 9  |     |      |      |
| Rennes      | 15 | 12 | 13 | 6  | 9  | 13 | 17 | 16 | 11 | 11 | 14 | 12 | 12 | 13 | 14 | 13 | 10 | 11 | 8  | 8  | 9  | 10 | 10  | 8  | 11 | 9  | 10 | 8  | 8  | 10 | 11 | 10 | 11 | 11 | 13 | 12 | 10 | 10 |     |      |      |
| Strasbourg  | 5  | 6  | 11 | 15 | 16 | 9  | 13 | 8  | 9  | 7  | 7  | 7  | 8  | 9  | 8  | 9  | 8  | 9  | 7  | 7  | 5  | 5  | 6   | 9  | 9  | 8  | 9  | 10 | 10 | 9  | 9  | 9  | 10 | 10 | 10 | 11 | 12 | 11 |     |      |      |
| Nantes      | 16 | 20 | 17 | 16 | 17 | 18 | 19 | 19 | 19 | 18 | 13 | 10 | 10 | 10 | 12 | 12 | 13 | 13 | 11 | 13 | 14 | 14 | 15  | 14 | 14 | 14 | 14 | 14 | 15 | 15 | 15 | 14 | 13 | 12 | 11 | 10 | 11 | 12 |     | 2    | 4    |
| Angers      | 11 | 16 | 19 | 18 | 12 | 12 | 8  | 11 | 10 | 10 | 12 | 15 | 13 | 14 | 13 | 14 | 14 | 14 | 15 | 15 | 15 | 15 | 13  | 12 | 12 | 12 | 12 | 12 | 12 | 11 | 12 | 12 | 12 | 13 | 12 | 13 | 13 | 13 |     | 1    | 1    |
| Bordeaux    | 18 | 18 | 15 | 19 | 19 | 14 | 10 | 9  | 7  | 8  | 8  | 11 | 11 | 12 | 11 | 10 | 12 | 12 | 13 | 12 | 11 | 12 | 12  | 13 | 13 | 13 | 13 | 13 | 13 | 13 | 13 | 13 | 14 | 14 | 14 | 14 | 14 | 14 |     | 2    | 2    |
| Amiens      | 17 | 19 | 14 | 14 | 18 | 19 | 15 | 17 | 13 | 17 | 18 | 18 | 16 | 16 | 18 | 19 | 17 | 18 | 17 | 17 | 17 | 18 | 19  | 16 | 17 | 17 | 17 | 16 | 17 | 17 | 17 | 17 | 17 | 17 | 16 | 16 | 17 | 15 |     | 6    | 4    |
| Toulouse    | 20 | 13 | 7  | 3  | 4  | 4  | 7  | 7  | 8  | 9  | 11 | 14 | 15 | 15 | 15 | 15 | 15 | 15 | 14 | 14 | 13 | 13 | 14  | 15 | 15 | 15 | 15 | 15 | 14 | 14 | 14 | 15 | 15 | 15 | 15 | 15 | 15 | 16 |     |      | 1    |
| Monaco      | 3  | 5  | 10 | 13 | 15 | 16 | 18 | 18 | 18 | 19 | 19 | 19 | 19 | 19 | 19 | 18 | 19 | 19 | 19 | 19 | 19 | 19 | 18  | 18 | 16 | 16 | 16 | 17 | 16 | 16 | 16 | 16 | 16 | 16 | 17 | 17 | 16 | 17 |     | 6    | 12   |
| Dijon       | 8  | 3  | 2  | 2  | 5  | 7  | 9  | 12 | 16 | 16 | 17 | 17 | 18 | 18 | 17 | 16 | 16 | 17 | 18 | 18 | 18 | 16 | 16  | 17 | 18 | 19 | 19 | 18 | 19 | 20 | 18 | 18 | 18 | 19 | 19 | 19 | 19 | 18 |     | 11   | 8    |
| Caen        | 19 | 15 | 16 | 12 | 13 | 17 | 16 | 10 | 15 | 12 | 15 | 16 | 17 | 17 | 16 | 17 | 18 | 16 | 16 | 16 | 16 | 17 | 17  | 19 | 19 | 18 | 18 | 19 | 20 | 18 | 19 | 20 | 19 | 18 | 18 | 18 | 18 | 19 |     | 8    | 9    |
| Guingamp    | 12 | 17 | 20 | 20 | 20 | 20 | 20 | 20 | 20 | 20 | 20 | 20 | 20 | 20 | 20 | 20 | 20 | 20 | 20 | 20 | 20 | 20 | 20  | 20 | 20 | 20 | 20 | 20 | 18 | 19 | 20 | 19 | 20 | 20 | 20 | 20 | 20 | 20 |     | 1    | 35   |

En gras et italique, les équipes comptant un match en retard (exemple : 14 pour Angers à l’issue de la 17e journée) ; en gras, italique et souligné, celles en comptant deux (14 pour Angers à l’issue de la 18e journée) : 
1. 1 2 3 4 5  Des rencontres ont été reportées au-delà de la journée suivante pour permettre la mobilisation autour des manifestations des Gilets jaunes des forces de l’ordre habituellement dévolues à la sécurité des matchs :
  - 17e journée : les rencontres Angers-Bordeaux, Monaco-Nice, Nîmes-Nantes, Saint-Étienne-Marseille et Toulouse-Lyon ont été jouées entre les 20e et 21e journées, alors que Paris-Montpellier l’a été entre les 25e et 26e journées ;
  - 18e journée : les rencontres Amiens-Angers et Nantes-Montpellier ont été jouées entre les 19e et 20e journées, Guingamp-Rennes entre les 20e et 21e journées en même temps que les matchs reportés de la 17e journée, Marseille-Bordeaux entre les 23e et 24e journées et Dijon-Paris entre les 28e et 29e journées ;
  - 20e journée : la rencontre Nîmes-Angers a été jouée entre les 21e et 22e journées ;
  - 23e journée : la rencontre Bordeaux-Guingamp a été jouée entre les 25e et 26e journées ;
  - 28e journée : la rencontre Nantes-Paris a été jouée entre les 32e et 33e journées ;
2. ↑  Les rencontres Caen-Nantes et Saint-Étienne-Strasbourg ont été jouées entre les 24e et 25e journées, la première rencontre pour permettre la tenue du match de Coupe de France Entente SSG-Nantes qui avait été repoussé en raison de la disparition d’Emiliano Sala, la seconde en raison de la neige.
3. ↑  La rencontre Nîmes-Rennes a été reportée à la demande du club breton pour « préparer dans les meilleures conditions possibles sa double confrontation face à Arsenal » en huitièmes de finale de la Ligue Europa[8] ; la rencontre a été jouée entre les 31e et 32e journées.

### Buts marqués par journée
Ce graphique représente le nombre de buts marqués lors de chaque journée.

### Classement des buteurs
Mise à jour : 24 mai 2019 (après la 38e journée)
| #  | Buteur          | Club                   | Buts Note 1 | Pen. Note 1 | Pas. Note 2 | J Note 3 | Min. Note 4 | Pts. Note 5 |
| -- | --------------- | ---------------------- | ----------- | ----------- | ----------- | -------- | ----------- | ----------- |
| 1  | Kylian Mbappé   | Paris Saint-Germain    | 33          | 1           | 6           | 22       | 2343        | 61          |
| 2  | Nicolas Pépé    | LOSC Lille             | 22          | 9           | 11          | 18       | 3305        | 47          |
| 3  | Edinson Cavani  | Paris Saint-Germain    | 18          | 4           | 3           | 12       | 1672        | 34          |
| 4  | Florian Thauvin | Olympique de Marseille | 16          | 2           | 8           | 12       | 2614        | 27          |
| 5  | Moussa Dembélé  | Olympique lyonnais     | 15          | 1           | 3           | 12       | 2024        | 30          |
| 6  | Radamel Falcao  | AS Monaco              | 15          | 3           | 1           | 12       | 2561        | 17          |
| 7  | Neymar          | Paris Saint-Germain    | 15          | 5           | 7           | 13       | 1439        | 35          |
| 8  | Andy Delort     | Montpellier HSC        | 14          | 3           | 7           | 12       | 3115        | 24          |
| 9  | Jonathan Bamba  | LOSC Lille             | 13          | 1           | 1           | 10       | 3004        | 30          |
| 10 | Wahbi Khazri    | AS Saint-Étienne       | 13          | 4           | 7           | 11       | 2818        | 28          |

| Source : Classement des buteurs sur le site de la LFP 1 : Nombre de buts inscrits (+) dont nombre de penalties (-) 2 : Nombre de passes décisives (+) 3 : Nombre de matchs durant lesquels le joueur a marqué (+) 4 : Temps de jeu total en minutes (-) 5 : Nombre de points du club du buteur (+) |

### Classement des passeurs
Mise à jour : 25 mai 2019 (après la 37e journée)
| #  | Passeur         | Club                   | Pas.Note 1 | CPA.Note 1 | J Note 2 | Min. Note 3 |
| -- | --------------- | ---------------------- | ---------- | ---------- | -------- | ----------- |
| 1  | Téji Savanier   | Nîmes Olympique        | 13         | 10         | 12       | 2864        |
| 2  | Nicolas Pépé    | LOSC Lille             | 11         | 2          | 8        | 3323        |
| 3  | Ángel Di María  | Paris Saint-Germain    | 11         | 3          | 10       | 2323        |
| 4  | Memphis Depay   | Olympique Lyonnais     | 9          | 1          | 8        | 2737        |
| 5  | Jonathan Ikoné  | LOSC Lille             | 9          | 1          | 8        | 2795        |
| 6  | Kenny Lala      | RC Strasbourg Alsace   | 9          | 3          | 8        | 3060        |
| 7  | Lucas Ocampos   | Olympique de Marseille | 8          | 0          | 7        | 2707        |
| 8  | Julian Draxler  | Paris Saint-Germain    | 8          | 1          | 8        | 2047        |
| 9  | Florian Thauvin | Olympique de Marseille | 8          | 3          | 8        | 2613        |
| 10 | Pedro Rebocho   | EA Guingamp            | 8          | 5          | 7        | 3240        |

| Source : Classement officiel des passeurs de la LFP 1 : Nombre de passes décisives (+) dont coups de pied arrêtés (-) 2 : Nombre de matchs durant lesquels le joueur a effectué une ou plusieurs passes décisives (+) 3 : Temps de jeu total en minutes (-) |

### Affluence

#### Meilleures affluences de la saison
| Rang | Match                                        | Journée | Date              | Affluence |
| ---- | -------------------------------------------- | ------- | ----------------- | --------- |
| 1    | Olympique de Marseille - Paris Saint-Germain | J11     | 28 octobre 2018   | 64 696    |
| 2    | Olympique de Marseille - Nîmes Olympique     | J32     | 13 avril 2019     | 62 614    |
| 3    | Olympique de Marseille - Olympique lyonnais  | J36     | 12 mai 2019       | 61 707    |
| 4    | Olympique de Marseille - Toulouse FC         | J1      | 10 août 2018      | 60 747    |
| 5    | Olympique lyonnais - Paris Saint-Germain     | J23     | 3 février 2019    | 57 624    |
| 6    | Olympique de Marseille - AS Saint-Étienne    | J27     | 3 mars 2019       | 57 337    |
| 7    | Olympique lyonnais - Olympique de Marseille  | J6      | 23 septembre 2018 | 57 287    |
| 8    | Olympique lyonnais - LOSC Lille              | J35     | 5 mai 2019        | 56 642    |
| 9    | Olympique de Marseille - SM Caen             | J9      | 7 octobre 2018    | 55 935    |
| 10   | Olympique lyonnais - AS Saint-Étienne        | J14     | 23 novembre 2018  | 55 701    |

* : Affluence communiquée par le club à domicile mais non validée par le service « Stades » de la LFP

#### Affluences par journée
Ce graphique représente le nombre de spectateurs présents dans les stades lors de chaque journée.
* : Affluence communiquée par le club à domicile mais non validée par le service « Stades » de la LFP, ou journée de championnat pas encore disputée intégralement

## Bilan de la saison
| Championnat de France de football 2019-2020 |                                              |
| Champion                                    | Paris Saint-Germain Football Club            |
| Champion d'automne                          | Paris Saint-Germain Football Club            |
| Coupes et trophées                          |                                              |
| Vainqueur du Trophée des champions 2018     | Paris Saint-Germain Football Club            |
| Vainqueur de la Coupe de France 2018-2019   | Stade rennais Football Club                  |
| Vainqueur de la Coupe de la Ligue 2018-2019 | Racing Club de Strasbourg Alsace             |
| Qualifications continentales                |                                              |
| Ligue des champions de l'UEFA 2019-2020     | Paris Saint-Germain Football Club            |
| Ligue des champions de l'UEFA 2019-2020     | LOSC Lille                                   |
| Ligue des champions de l'UEFA 2019-2020     | Olympique lyonnais                           |
| Ligue Europa 2019-2020                      | Stade rennais Football Club                  |
| Ligue Europa 2019-2020                      | Association sportive de Saint-Étienne        |
| Ligue Europa 2019-2020                      | Racing Club de Strasbourg Alsace             |
| Promotions et relégations                   |                                              |
| Promus en Ligue 1                           | Football Club de Metz                        |
| Promus en Ligue 1                           | Stade brestois 29                            |
| Relégués en Ligue 2                         | Stade Malherbe Caen Calvados Basse-Normandie |
| Relégués en Ligue 2                         | En avant Guingamp                            |

- Meilleure attaque[11] : Paris Saint-Germain (105 buts inscrits)
- Meilleure défense : Lille OSC  (33 buts encaissés)
- Premier but de la saison :  Dimitri Payet   45e (pen.) pour l'Olympique de Marseille contre le Toulouse FC (4-0) le 10 août 2018 (1re journée).
- Dernier but de la saison :  Pablo Chavarria   90+4e pour le Stade de Reims contre le Paris Saint-Germain (3-1) le 24 mai 2019.
- Premier but contre son camp :  Romain Thomas   88e (csc) de Angers SCO en faveur du Nîmes Olympique (3-4) le 11 août 2018.
- Premier penalty :  Dimitri Payet   45e (pen.) pour l'Olympique de Marseille contre le Toulouse FC (4-0) le 10 août 2018 (1re journée).
- Premier but sur coup franc direct :  Memphis Depay   75e pour l'Olympique lyonnais contre l'Amiens SC (2-0) le 12 août 2018 (1re journée).
- Premier doublé :  Dimitri Payet   45e (pen.)   62e pour l'Olympique de Marseille contre le Toulouse FC (4-0) le 10 août 2018 (1re journée).
- Premier triplé :  Nicolas Pépé   45+2e (pen.)   56e (pen.)   76e pour le Lille OSC contre l'Amiens SC (2-3) le 15 septembre 2018 (5e journée).
- Premier carton rouge : - Florian Miguel   77e lors de Angers SCO - Nîmes Olympique (3-4) le 11 août 2018 (1re journée).
- But le plus rapide d'une rencontre :
  -  Rémy Cabella   1re (après 34 secondes[12]) pour l'AS Saint-Étienne contre le Nîmes Olympique (1-1) le 26 octobre 2018 (11e journée).
- But le plus tardif d'une rencontre :
  -  Fayçal Fajr   90+9e (pen.) pour le SM Caen contre le Toulouse FC (2-1) le 18 décembre 2018 (18e journée).
- Plus jeune buteur de la saison :  Pietro Pellegri à l'âge de 17 ans, 5 mois et 9 jours pour l'AS Monaco contre les Girondins de Bordeaux (2-1) le 26 août 2018 (3e journée).
- Plus vieux buteur de la saison : - Souleymane Camara
- Meilleure possession du ballon[13] : Paris Saint-Germain (60%)
- Journée de championnat la plus riche en buts : 5e et 37e journée (34 buts)
- Journée de championnat la plus pauvre en buts : 25e journée (17 buts)
- Nombre de buts inscrits durant la saison[14] : 972 buts, soit une moyenne de 2,56 buts par match
- Résultat le plus souvent rencontré durant la saison[15] : 1-1 (50 matchs, soit 13,2% des résultats)
- Plus grand nombre de buts dans une rencontre : 9 buts
  - 9-0 lors de Paris Saint-Germain - EA Guingamp le 19 janvier 2019 (21e journée).
- Plus large victoire à domicile : 9 buts d'écart
  - 9-0 lors de Paris Saint-Germain - EA Guingamp le 19 janvier 2019 (21e journée).
- Plus large victoire à l'extérieur : 5 buts d'écart
  - 0-5 lors de SM Caen - ASSE le 16 mars 2019 (29e journée).
- Plus grand nombre de buts en une mi-temps : 6 buts
  - 2e mi-temps de Paris Saint-Germain - EA Guingamp le 19 janvier 2019 (21e journée).
- Plus grand nombre de buts dans une rencontre pour un joueur : 4 buts
  -  Kylian Mbappé   61e   66e   69e   74e pour le Paris Saint-Germain contre l'Olympique lyonnais (5-0) le 7 octobre 2018 (9e journée)
- Doublé le plus rapide : 103 secondes[16]
  -  Ludovic Ajorque   69e   70e pour le RC Strasbourg contre l'Olympique Lyonnais (2-2) le 9 mars 2019 (28e journée)
- Triplé le plus rapide : 8 minutes
  -  Kylian Mbappé   61e   66e   69e pour le Paris Saint-Germain contre l'Olympique lyonnais (5-0) le 7 octobre 2018 (9e journée)
- Les triplés de la saison :
  -  Nicolas Pépé   45+2e (pen.)   56e (pen.)   76e pour le Lille OSC contre l'Amiens SC (2-3) le 15 septembre 2018 (5e journée)
  -  Emiliano Sala   25e   71e   77e pour le FC Nantes contre le Toulouse FC (4-0) le 20 octobre 2018 (10e journée)
  -  Edinson Cavani :
    -   5e   12e   53e pour le Paris Saint-Germain contre l'AS Monaco (0-4) le 11 novembre 2018 (13e journée)
    -   59e   66e   75e pour le Paris Saint-Germain contre l'EA Guingamp (9-0) le 19 janvier 2019 (21e journée)

  -  Florian Thauvin   26e   80e   90+1e pour l'Olympique de Marseille contre l'Amiens SC (1-3) le 25 novembre 2018 (14e journée)
  -  Kylian Mbappé :
    -   37e   45e   80e pour le Paris Saint-Germain contre l'EA Guingamp (9-0) le 19 janvier 2019 (21e journée)
    -   15e   38e   55e pour le Paris Saint-Germain contre l'AS Monaco (3-1) le 21 avril 2019 (33e journée)

  -  Youcef Atal   10e   68e   73e pour l'OGC Nice contre l'EA Guingamp (3-0) le 28 avril 2019 (34e journée)
- Quadruplé le plus rapide : 13 minutes
  -  Kylian Mbappé   61e   66e   69e   74e pour le Paris Saint-Germain contre l'Olympique Lyonnais (5-0) le 7 octobre 2018 (9e journée)
- Plus grand nombre de spectateurs dans une rencontre[10] : 64 696 lors de Olympique de Marseille - Paris Saint-Germain le 28 octobre 2018 (11e journée)
- Plus petit nombre de spectateurs dans une rencontre[10] : 5 502 lors d'AS Monaco - Angers SCO le 25 septembre 2018 (7e journée)
- Plus grande série de victoires[11] : 14 matchs pour le Paris Saint-Germain entre les 1re et 14e journées.
- Plus grande série de défaites[11] : 6 matchs pour l'EA Guingamp entre les 1re et 6e journées et pour les Girondins de Bordeaux entre les 32e et 37e journées.
- Plus grande série de matchs sans défaite[11] : 22 matchs pour le Paris Saint-Germain entre les 1re et 22e journées.
- Plus grande série de matchs sans victoire[11] : 12 matchs pour l'AS Monaco entre les 2e et 13e journées et pour Dijon FCO entre les 4e et 15e journées.
- Champion d'automne : Paris Saint-Germain
- Champion : Paris Saint-Germain

## Trophée UNFP
Chaque début de mois les internautes votent pour élire le Trophée UNFP du joueur du mois de Ligue 1.
| Mois      | Premier         | Premier                | Premier | Deuxième         | Deuxième            | Deuxième | Troisième       | Troisième              | Troisième | Réf.   |
| Mois      | Joueur          | Club                   | %       | Joueur           | Club                | %        | Joueur          | Club                   | %         | Réf.   |
| --------- | --------------- | ---------------------- | ------- | ---------------- | ------------------- | -------- | --------------- | ---------------------- | --------- | ------ |
| Août      | Kylian Mbappé   | Paris Saint-Germain    | 49      | Nicolas Pépé     | LOSC Lille          | 41       | Júlio Tavares   | Dijon FCO              | 10        | [ 17 ] |
| Septembre | Nicolas Pépé    | LOSC Lille             | 55      | Wahbi Khazri     | AS Saint-Étienne    | 38       | Tanguy Ndombele | Olympique lyonnais     | 07        | [ 18 ] |
| Octobre   | Emiliano Sala   | FC Nantes              | 42      | Jonathan Bamba   | LOSC Lille          | 38       | Gaëtan Laborde  | Montpellier HSC        | 20        | [ 19 ] |
| Novembre  | Wahbi Khazri    | AS Saint-Étienne       | 39      | Gaëtan Laborde   | Montpellier HSC     | 32       | Florian Thauvin | Olympique de Marseille | 29        | [ 20 ] |
| Décembre  | Kenny Lala      | RC Strasbourg          | 47      | Nicolas Pépé     | LOSC Lille          | 32       | Ismaïla Sarr    | Stade rennais FC       | 21        | [ 21 ] |
| Janvier   | Nicolas Pépé    | LOSC Lille             | 40      | Anthony Lopes    | Olympique lyonnais  | 33       | Edinson Cavani  | Paris Saint-Germain    | 21        | [ 22 ] |
| Février   | Kylian Mbappé   | Paris Saint-Germain    | 38      | Gelson Martins   | AS Monaco           | 35       | Rémi Oudin      | Stade de Reims         | 27        | [ 23 ] |
| Mars      | Mario Balotelli | Olympique de Marseille | 45      | Kylian Mbappé    | Paris Saint-Germain | 35       | Moussa Dembélé  | Olympique lyonnais     | 20        | [ 24 ] |
| Avril     | Jonathan Bamba  | LOSC Lille             | 55      | Kalifa Coulibaly | FC Nantes           | 27       | Andy Delort     | Montpellier HSC        | 18        | [ 25 ] |

Au mois de mai, lors des trophées UNFP du football 2019, il y a l'élection du meilleur joueur, gardien, espoir, entraîneur, du plus beau but et de l'équipe type de la saison.
| Meilleur joueur | Meilleur gardien | Meilleur espoir | Meilleur entraîneur | Plus beau but |
| --------------- | ---------------- | --------------- | ------------------- | ------------- |
| Kylian Mbappé   | Mike Maignan     | Kylian Mbappé   | Christophe Galtier  | Loïc Rémy     |

| Gardien de but            | Défenseurs | Milieux de terrain                                                                                             | Attaquants                                                                                 |
| ------------------------- | --- | --- | ------------------------------------------------------------------------------------------ |
| Mike Maignan (LOSC Lille) | Ferland Mendy (Olympique lyonnais) Marquinhos (Paris Saint-Germain) Thiago Silva (Paris Saint-Germain) Kenny Lala (RC Strasbourg) | Ángel Di María (Paris Saint-Germain) Marco Verratti (Paris Saint-Germain) Tanguy Ndombele (Olympique lyonnais) | Neymar (Paris Saint-Germain) Kylian Mbappé (Paris Saint-Germain) Nicolas Pépé (LOSC Lille) |

## Parcours en coupes d'Europe

### Parcours européen des clubs
Le parcours des clubs français en coupes d'Europe est important puisqu'il détermine le coefficient UEFA, et donc le nombre de clubs français présents en coupes d'Europe les années suivantes.
| Club                   | Compétition         | Résultat         | Ultime(s) adversaire(s) | Ultime(s) adversaire(s) | Ultime(s) adversaire(s) |
| ---------------------- | ------------------- | ---------------- | ----------------------- | ----------------------- | ----------------------- |
| Paris Saint-Germain    | Ligue des champions | 1/8 de finale    | Manchester United       | Manchester United       | Manchester United       |
| AS Monaco              | Ligue des champions | Phase de groupes | Atlético Madrid         | Borussia Dortmund       | FC Bruges               |
| Olympique lyonnais     | Ligue des champions | 1/8 de finale    | FC Barcelone            | FC Barcelone            | FC Barcelone            |
| Olympique de Marseille | Ligue Europa        | Phase de groupes | Eintracht Francfort     | Lazio Rome              | Apollon Limassol        |
| Stade rennais FC       | Ligue Europa        | 1/8 de finale    | Arsenal FC              | Arsenal FC              | Arsenal FC              |
| Girondins de Bordeaux  | Ligue Europa        | Phase de groupes | Zénit Saint-Pétersbourg | Slavia Prague           | FC Copenhague           |